# Lucien Lécureux
Lucien Lécureux est un historien et écrivain français né à Brest (Finistère) le 9 août 1880. Touché par des éclats d’obus lors d’une contre-attaque sur le front de l’Oise au cours de la Première Guerre mondiale, il meurt le 4 juin 1918. Son nom figure sur les murs du Panthéon parmi les 560 écrivains combattants morts au champ d’honneur durant le conflit de 1914-1918.

## Biographie

### Enfance
Théodore, Lucien, Ernest Lécureux passe une enfance calme et heureuse à Brest entouré de son père Théodore, Marie Lécureux, compositeur, professeur de piano et organiste de la paroisse St Sauveur de Brest, de sa mère Gabrielle, née La Prairie, et de ses quatre sœurs aînées : Lucie, Marie, Gabrielle et Marguerite. À la suite du décès de son père le 5 février 1891, la famille s’installe à Paris vers 1894. Lucien est un jeune homme pieux et un excellent élève. Il obtient son baccalauréat en 1897 avec d’excellents résultats.

### Études
Attiré tout d’abord par une carrière militaire, mais réformé pour raisons de santé et ne pouvant donc intégrer l'école militaire de Saint-Cyr, Lucien Lécureux s’inscrit à la Sorbonne, à la faculté de Lettres de Paris, pour préparer une licence ès Lettres qu’il obtient en 1901. Il se présente au concours de l’agrégation des Lettres trois années de suite, de 1903 à 1905, sans succès. Il est admis à l’École des Chartes en 1905 pour préparer le diplôme d’archiviste-paléographe et soutient une thèse d'école : 'Étude sur la Bouquechardière de Jean de Courcy en 1909. Il continuera de se préparer au concours de l’agrégation et l’obtient en 1906. Passionné par ses études d’archiviste-paléographe, il termine son cursus à l’École des Chartes tout en étant enseignant suppléant dans divers lycées parisiens.
À la fin de ses études, il obtient son premier poste d’enseignant titulaire au lycée de Laval. Parallèlement à son métier d’enseignant, Lucien Lécureux assouvit sa passion pour le Moyen Âge en faisant des recherches historiques et archéologiques sur les peintures murales des vieilles églises autour de Laval. Affecté au Lycée de garçons du Mans, il poursuit ses recherches dans les églises de la Mayenne où il fait d’importantes découvertes. Il rédige de nombreuses notices archéologiques sur la Bretagne et les peintures murales des églises anciennes.

### Engagement militaire
N’ayant pas fait son service militaire car réformé, Lucien Lécureux n’est pas mobilisé lors du décret de mobilisation générale du 1er août 1914. Patriote, il s’engage volontairement et est affecté à l’arrière du front comme engagé spécial à la section des infirmiers militaires. Considérant que la place d’un homme est au front, il incorpore en juillet 1916 le 246e régiment d’infanterie. Lors d’un stage à l’école des élèves-chef de section, il rencontre Émile Déroff, qui lui propose d’écrire pour l’Union des Armes. Un poème de Lucien Lécureux, « Prière devant une descente de croix », et un texte de réflexion « Après la guerre » y seront publiés dans le n°51 du 13 février 1917. A l’issue d’un deuxième stage, il devient adjudant avec un brevet de capacité à devenir officier. Les principaux écrits connus de Lucien Lécureux sont ceux publiés dans l’Union des Armes.
Lucien Lécureux, meurt le 11 juin 1918 dans les tranchés, victime d’un éclat d’obus lors d’une attaque allemande. Il est décoré à titre posthume de la Croix de guerre.

## Publications dans L’Union des Armes de 1917 à 1918

### Textes
- Après la guerre
- In manus tuas
- Le Cloître
- La Cathédrale intérieure
- Bernardino, récit mystique
- Les Lapins
- 21 janvier
- À chaque jour suffit sa peine
- Lettre d’un universitaire sergent au « sergent » et à l’ « universitaire »
- Notes d’un errant : la veuve et le soldat

### Poèmes
- Prière devant une descente de croix
- La Croix sur les ruines
- Méditation
- La Complainte de ceux qui tendent des réseaux de fil de fer
- La Vierge de la vieille église
- Paysages mystiques
- Jérusalem
- Allegro